# Provoleta

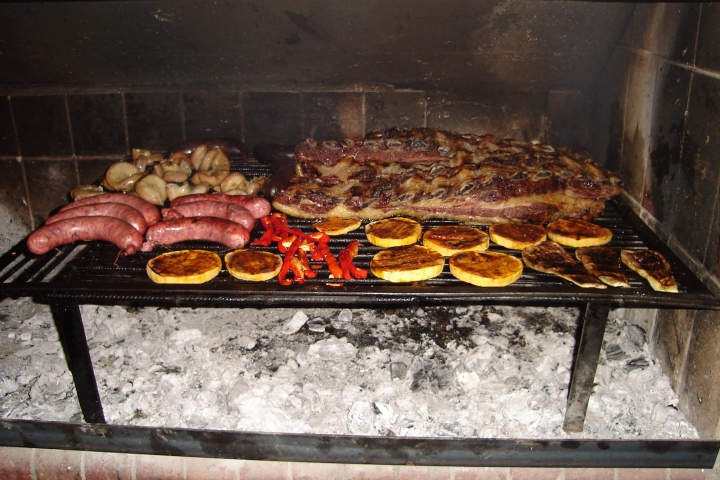
Tranches de Provoleta sur une grille typique d'un asado argentin.

Provoleta est une marque commerciale d'une variante argentine du provolone. 
Il est consommé au barbecue en Argentine et moins fréquemment en Uruguay. 